# 디트로이트: 비컴 휴먼
《디트로이트: 비컴 휴먼》(Detroit: Become Human)은 퀀틱 드림이 개발하고 소니 인터랙티브 엔터테인먼트가 배급한 2018년 어드벤처 게임이다. 줄거리는 3명의 안드로이드를 따른다:
1. 카라(Kara, 밸로리 커리)
2. 코너(Connor, 브라이언 드차트)
3. 마커스(Markus, 제시 윌리엄스)

디트로이트: 비컴 휴먼은 퀀틱 드림의 2012년 기술 증명 카라에 기반을 둔다. 상황 연구를 위해 개발자들은 미국 미시간주 디트로이트를 방문하였다. 작가이자 감독 데이비드 케이지는 수년에 걸쳐 대본을 완성하였다. 촬영 및 애니메이션 처리를 시작하기 전에 게임을 보완하고 수백 명의 배우들을 캐스팅하기 위해 새로운 엔진을 개발하였다. 필립 셰퍼드, 니마 파크라라, 존 파에사노는 각자 카라, 코너, 마커스의 작곡을 맡았다. 2018년 5월 플레이스테이션 4용으로 출시되었으며 2019년 12월 마이크로소프트 윈도우용으로 출시되었다.
디트로이트:비컴 휴먼은 비평가들로부터 대체적으로 긍정적인 평가를 받았으며 세팅, 비주월, 스토리 내 사소한 순간들, 메인 캐릭터, 목소리 출연 배우, 임팩트있는 선택에 나레이션이 있는 것, 플로차트 기능에 좋은 평가를 준 반면 모션 컨트롤, 역사적, 주제적 풍자를 잘못 처리한 일, 줄거리와 캐릭터를 비판하였다. 이 게임은 300만 부 이상의 판매량을 기록함으로써 퀀틱 드림의 가장 성공적인 런칭이 되었다.

## 게임플레이
디트로이트: 비컴 휴먼은 3인칭 시점에서 플레이되는 어드벤처 게임으로 컨트롤 가능한 시점에 종속된다. 캐릭터 없이 스토리 진전이 가능하며 여러 명의 플레이 가능 캐릭터들이 있다. 그 결과 캐릭터 사망 후 나타나는 게임 오버 메시지가 없다.

## 평가
디트로이트: 비컴 휴먼은 대체적으로 긍정적인 평가를 받았다.